# Vitrivka, Sakî
Vitrivka (în ucraineană Вітрівка) este un sat în comuna Vînohradove din raionul Sakî, Republica Autonomă Crimeea, Ucraina.

## Demografie
Componența lingvistică a localității Vitrivka
     Rusă (48,89%)
     Tătară crimeeană (33,33%)
     Ucraineană (17,78%)
Conform recensământului din 2001, nu exista o limbă vorbită de majoritatea populației, aceasta fiind compusă din vorbitori de rusă (48,89%), tătară crimeeană (33,33%) și ucraineană (17,78%).